# Wilhelmina Drucker
Wilhelmina Drucker conocida como "Mina Drucker" ( Ámsterdam, 30 de septiembre de 1847 - Ámsterdam, 5 de diciembre de 1925 ) fue una política y escritora holandesa, sufragista y una de las primeras feministas en la historia de este país, también fue activista socialista. Escribió bajo los seudónimos Gipsy, Gitano y E. Prezcier . 

## Biografía
Nacida el 30 de septiembre de 1847 en Ámsterdam, bautizada como Wilhelmina Elizabeth Lensing, " Mina " en la familia, Wilhelmina Drucker era la más joven de las dos hijas nacidas de la relación de Constantia Christina Lensing (1815-1902), una diseñadora de moda de Ámsterdam, y Louis Drucker (1805-1884), un rico banquero alemán de origen judío, que se negó a casarse y, por lo tanto, reconocer legalmente a sus hijas aunque se inscribieron en la escuela con el nombre de Drucker. 

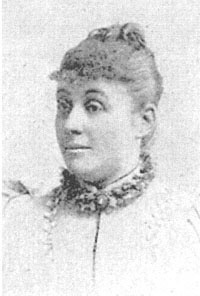
Wilhelmina Drucker de joven

Creció en un entorno humilde aunque su padre contribuyó de manera limitada al mantenimiento de las hijas. Al crecer con el estigma de hija ilegítima, aunque la relación de sus padres era de conocimiento público, su juventud estuvo marcada por diversas adversidades, no solo financieras sino sociales, que la marcaron profundamente, especialmente durante sus primeros años mientras estudiaba en una escuela primaria católica. Para ayudar a la familia, pronto las dos hijas de Constantia tuvieron que trabajar como costureras junto a su madre. 
Wilhelmina rápidamente comenzó a sumarse al movimiento sindical y sufragista, luchando por mejores salarios y condiciones de trabajo para las mujeres, entre otras causas. A partir de 1886, asistió a numerosas reuniones de la Liga Social Demócrata, la organización política De Unie, la Nederlandsche Bond voor Algemeen Kies- en Stemrecht ( la Asociación Holandesa para el Sufragio General) y la Asociación de librepensadores  Dageraad donde se reunían socialistas, radicales, demócratas y librepensadores.

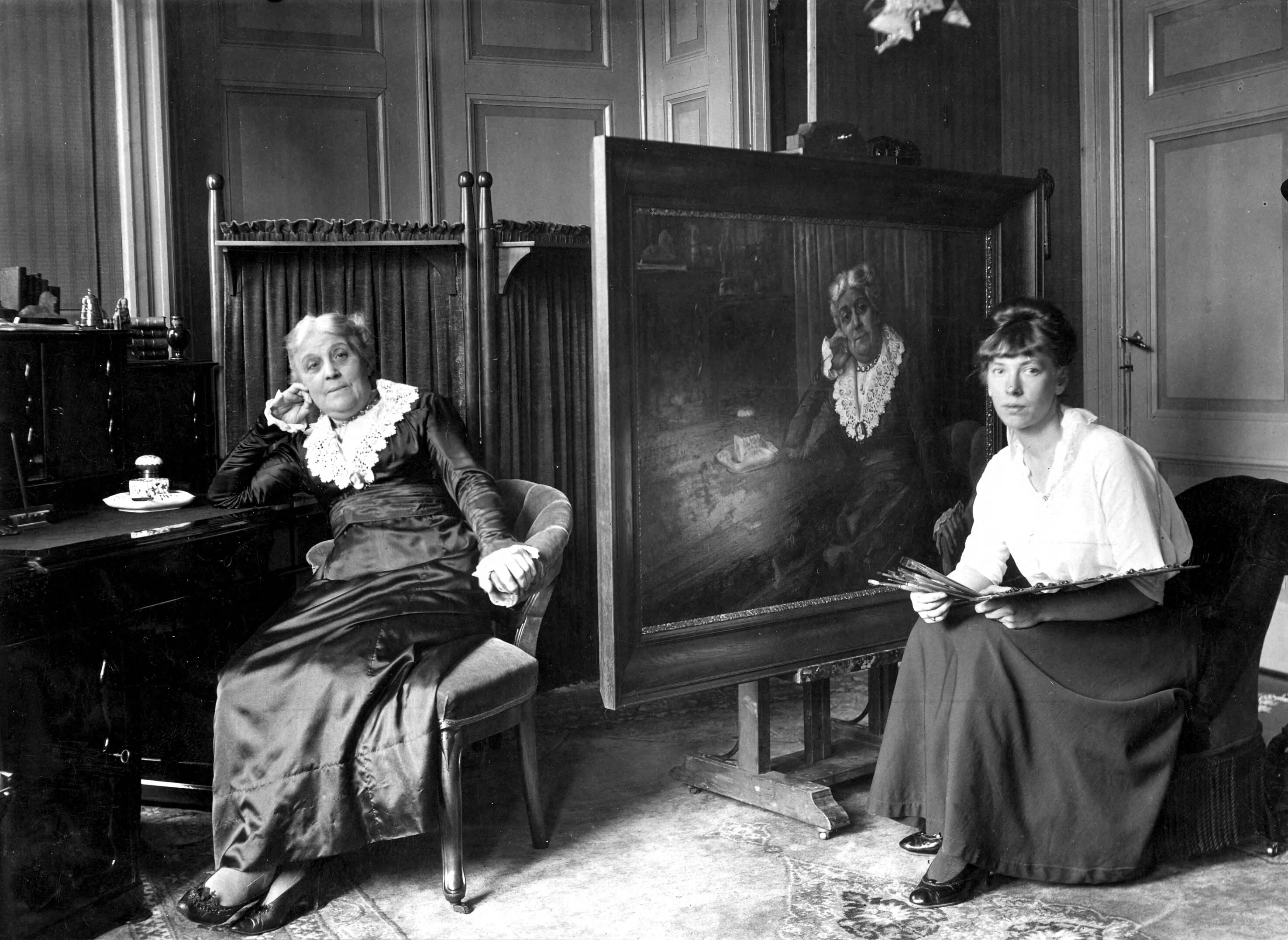
Wilhelmina Drucker, con su retrato pintado por Truus Claes en 1917, con motivo de su septuagésimo cumpleaños.

En los años siguientes, el socialismo se convirtió en una de sus mayores influencias. Comenzó a hablar públicamente en reuniones, protestas y otros eventos políticos, especialmente en Volkspark en Ámsterdam, que era el lugar de reunión de la Liga Socialdemócrata argumentando desde su experiencia personal en un contexto más amplio, analizando y entendiendo los mecanismos sociales que afectan a las mujeres y, por lo tanto, capaz de concebir qué medidas tomar para lograr el cambio. Escribió el libro George David (1885), bajo el seudónimo de G. y E. Prezcier,  atacando el doble rasero de la moral de su padre al reconocer legítimamente solo a los hijos nacidos de su relación con una mujer más rica, Therese Temme, con quien se había casado en 1869, así como la gran codicia de ella y sus hermanastros, o la posibilidad de que hubieran cometido un homicidio para esconder su pasado
También inició una demanda contra su medio hermano, el político liberal Hendrik Lodewijk Drucker, quien había recibido una herencia de Louis; ganaron la demanda en 1888 y, por lo tanto, Mina Drucker, quien siempre había utilizado el apellido a pesar de ser hija ilegítima, obtuvo independencia financiera. 
Ese mismo año, Mina y otras mujeres de círculos radicales y socialistas crearon De Vrouw ( The Woman ), una revista feminista semanal para mujeres y niñas.  Fue publicada por Nieuwenhuis con la cooperación de Titia van der Tuuk, Frederica van Uildriks y JW Gerhard y se centró en los derechos de las mujeres y la igualdad. La revista solo se publicó un par de meses pero sirvió de base teórica que desarrolló los siguientes años.
En 1889, fundó Vrije Vrouwen Vereeniging (VVV) la Asociación de Mujeres Libres ), junto con cinco mujeres del círculo SDB, con las hermanas Grietje y Henriëtte Cohen, Theodora van Campen-Doesburg, Feitje Acronius-Duinker y Maria Mater-Vonk. El propósito del VVV era luchar por la igualdad legal, económica y política de las mujeres. No fue bien acogida por ser una organización solo para mujeres y políticamente independiente con una actitud crítica hacia todos los partidos y grupos políticos. Algunos historiadores del socialismo han considerado la creación de la VVV como un acto hostil de mujeres burguesas que se oponían al socialismo, algo que no fue real dado que las fundadoras pertenecían al mismo estrato social que los miembros del SDB y la propia JHA Shaper cuarenta años más tarde apoyó financieramiente varias iniciativas socialistas. La organización también estaba presente las celebraciones del 1 de mayo.
En 1891, Wilhelmina Drucker representó al VVV en el Congreso Internacional del Trabajo Socialista en Bruselas, el segundo congreso de la Segunda Internacional, donde se confirmó la compatibilidad del feminismo y el socialismo y junto a las delegadas de Alemania Emma Ihrer y Ottilie Baader, Louise Kautsky de Austria y Anna Kuliscioff de Italia solicitaron que todos los manifiestos de los partidos socialistas de todos los países presentes incluyeran la plena igualdad jurídica y política de los derechos entre hombres y mujeres, medida que fue aprobada y adoptada en la sesión final del congreso. En este congreso conoció las iniciativas tomadas en Inglaterra en defensa del sufragio femenino que más tarde intentó desarrollar en su país, entre ellas la creación de una asociación central que luchara exclusivamente por el derecho al voto.
En 1893, Drucker y su mano derecha, Dora Schook-Haver, fundaron la revista semanal Evolutie (Evolution), que se publicó hasta 1926. En 1893 la VVV convocó a personas de ideas afines de las diferentes posiciones políticas para formar una asociación que se centraría exclusivamente a la lucha por el sufragio femenino creándose en 1894 la Vereeniging voor Vrouwenkiesrecht (Organización para el Sufragio Femenino). 
Drucker también dio conferencias en los Países Bajos, se involucró en la creación de varios sindicatos de mujeres y en 1897 se convirtió en una miembro de la recién fundada Vereeniging Onderlinge Vrouwenbescherming (OV, o Sociedad de Protección Mutua de las Mujeres), que trabajaba por los derechos de las madres solteras y sus hijos. Drucker declaró que la OV debería ser una organización militante que uniera a todas las mujeres, casadas o solteras, con o sin hijos, para trabajar en la esfera pública por los derechos de las mujeres y contra las leyes injustas y la moral obsoleta. Explicó su pensamiento e ideas sobre la misión y el papel de la organización, sentando las bases para organizaciones activistas posteriores como Blijf van mijn Lijf (literalmente 'Manténgase alejado de mi cuerpo, una red de refugios para mujeres víctimas de violencia doméstica y abuso sexual) y Vrouwen tegen Verkrachting (Mujeres contra violación). El grupo feminista Dolle Mina, creado en 1969, se llamaba 'IJzeren Mina' (Iron Mina) en una variación feminista del apodo de Drucker. 
Wilhelmina Drucker murió el 5 de diciembre de 1925 en Ámsterdam a la edad de 78 años. Fue enterrada en el cementerio de Zorgvlied con su madre y su hermana.

## Tributos

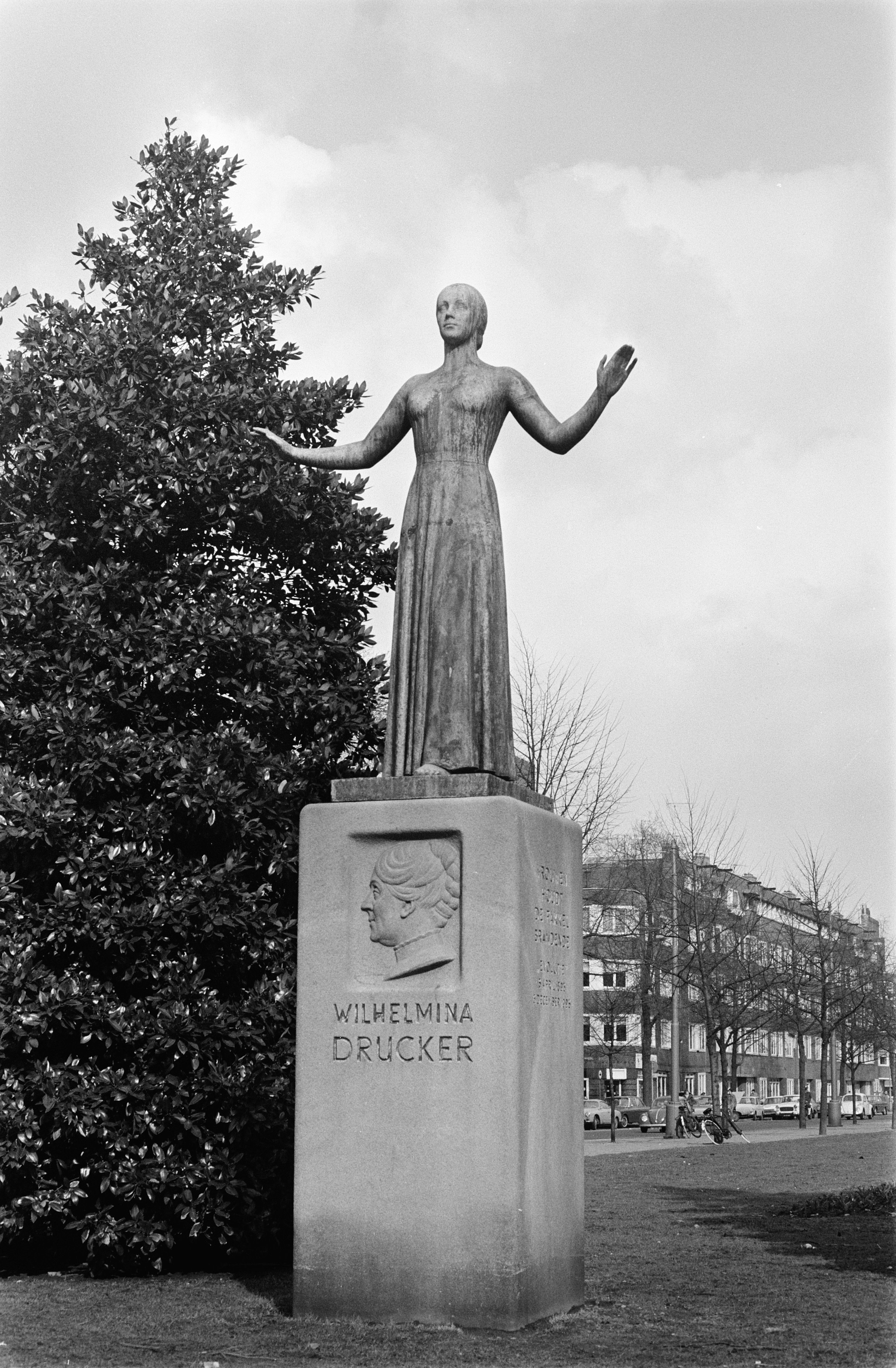
Monumento a Wilhelmina Drucker en Ámsterdam, creado por el escultor Gerrit Jan van der Veen en 1939.

En el 50 aniversario de Vrije Vrouwen Vereeniging ( VVV, o Asociación de Mujeres Libres ) en 1939, se erigió un monumento en Churchillaan, Ámsterdam. Llamado "La mujer como un ser humano libre", la estatua de bronce, creada a través de una iniciativa privada del Comité Wilhelmina Drucker, fue esculpida por el artista y activista Gerrit Jan van der Veen . En el pedestal del monumento está el retrato de Mina Drucker y la inscripción "Por la paz, la libertad, el desarrollo y la caridad". 
En 1969, en honor a Wilhelmina Drucker, el grupo de activistas marxistas radicales y feministas se denominaron Dolle Mina, también conocida como 'IJzeren Mina' ( Iron Mina ). 
Su nombre también se ha dado a varias calles y avenidas en los Países Bajos, en particular Ámsterdam, Apeldoorn, Alphen aan den Rijn, Waalwijk y Voorschoten. 

## Obras
- (en holandés) Over vrijen en trouwen, waar velen van houwen - [S.l.] : [s.n.], 1905. - p. 138-139
- (en holandés) Vrouwenarbeid in het verleden en in het heden: rede gehouden op de Algemeene Vergadering van den Nationalen Vrouwenraad in Nederland op 26 April 1906 te Groningen / Wilhelmina Drucker. - [S.l.] : [s.n.], 1906. - 10p.
- (en francés) Autour du travail de la femme - Amsterdam : [s.n.], 1911. - 14p.
- (en holandés) Moederschap : sexueele ethiek / M. Cohen Tervaert-Israëls, J. Rutgers, G. Kaptein-Muysken, W. Drucker, Ch. Carno-Barlen, Est.H. Hartsholt-Zeehandelaar, Titia van der Tuuk, Martina G. Kramers, C.C.A. de Bruine-van Dorp, Lod. van Mierop, S. van Houten, J.C. de Bruïne ; Nationaal Comité voor Moederbescherming en Sexueele Hervorming. - Almelo : Hilarius, 1913. - 158p.
- (en holandés) Waarom kiezen de vrouwen niet mee? - Amsterdam : Vrije Vrouwenvereeniging, 1915. - 2p.
- (en holandés) Waarde voorstander(ster) / M.W.H. Rutgers-Hoitsema, Martina G. Kramers, W. Drucker, M.J. de Soete. - [S.L.] : Vereeniging "Nationaal Comité in zake wettelijke regeling van vrouwenarbeid", 1916. - 1p.
- (en holandés) Geen blinde volgelingen: opgedragen aan de leden der Vereeniging voor Vrouwenkiesrecht / J.S.R. Baerveld-Haver, Wilhelmina Drucker, Nine Minnema, Jacoba F.D. Mossel, M.S. Wiener. - Amsterdam : [s.n.], 1916. - 19p. Xeroks
- (en holandés) De verbetering van het recht der vrouw. Par. 1. De Vrije Vrouwenvereeniging - Amsterdam : Elsevier, 1918. - 14p. Overdruk uit: De vrouw, de vrouwenbeweging en het vrouwensvraagstuk. Encyclopaedisch Handboek deel II onder redactie van C.M. Werker-Beaujon, Clara Wichmann en W.H.M. Werker p. 136-149.
- (en holandés) Rapport van de Enquête-commissie, ingesteld door het Comité van Actie tegen het ontslag der gehuwde ambtenaressen / Wilhelmina Drucker, W. Willink-Altes. - [S.l.] : [s.n.], 1928. - 3 p.
- (en holandés) Internationaal Archief voor de Vrouwenbeweging: jaarboek = Yearbook International Archives for the Women's Movement : I. - Leiden : Brill, 1937. - 175p. with photographs